# Jimmy Barry
Jimmy Barry (Chicago, 7 marzo 1870 – 4 aprile 1943) è stato un pugile statunitense.
La International Boxing Hall of Fame lo ha riconosciuto fra i più grandi pugili di ogni tempo.

## Gli inizi
Pugile di origine irlandese, i suoi primi incontri registrati risalgono al 1891.

## La carriera
Tra i migliori pesi mosca e gallo, categoria di cui fu campione del mondo, della propria epoca.
Imbattuto lungo l'intera carriera, aveva un record di 39 vittorie per KO su 60 incontri quando, nel 1897, un suo avversario morì dopo aver sbattuto la testa a terra in seguito ad un pugno da KO di Barry.
Barry combatté altri 10 match, vincendoli tutti ma, da quell'incontro, evitando di infliggere KO agli avversari.